# Пошешупе-Фольварк
Пошешупе-Фольварк (пол. Poszeszupie-Folwark) — село в Польщі, у гміні Рутка-Тартак Сувальського повіту Підляського воєводства.
Населення — 75 осіб (2011).
У 1975-1998 роках село належало до Сувальського воєводства.

## Демографія
Демографічна структура станом на 31 березня 2011 року:
|          | Загалом | Допрацездатний вік | Працездатний вік | Постпрацездатний вік |
| -------- | ------- | ------------------ | ---------------- | -------------------- |
| Чоловіки | 41      | 6                  | 28               | 7                    |
| Жінки    | 34      | 8                  | 18               | 8                    |
| Разом    | 75      | 14                 | 46               | 15                   |